# Venă cervicală profundă
Vena cervicală profundă ( vena vertebrală sau vena cervicală profundă posterioară) însoțește artera sa omoloagă între semispinales capitis și coli. 
Începe în regiunea suboccipitală din  ramurile comunicante cu vena occipitală și din venele mici provenite din mușchii profunzi ai spatelui gâtului. 
Aceasta primește afluenți din plexurile din jurul proceselor spinoase ale vertebrelor cervicale  și se termină în partea inferioară a venei vertebrale. 